# Tom Sawyers äventyr
Tom Sawyers äventyr (originaltitel: The Adventures of Tom Sawyer) är en roman från 1876 av Mark Twain. Romanen har filmats flera gånger, däribland 1930 med Jackie Coogan i titelrollen.

## Handling
Boken handlar om den frimodige pojken Tom Sawyer. Efter att mamman avlidit, bor han hos sin moster, tant Polly, i den lilla staden St. Petersburg i Missouri (fiktiv stad inspirerad av Hannibal i Missouri) vid Mississippifloden. Han är föga intresserad av de arbetsuppgifter vuxna tilldelar honom, skolkar från skolan och busar med sin moster och de andra invånarna i byn. Tom får till exempel i uppdrag att måla tant Pollys plank, men Tom lyckas då rama in uppgiften som ett sällsynt privilegium och tar betalt av de andra pojkarna för att de ska få måla. 
Vännen Huckleberry "Huck" Finn är en fattig hemlös pojke som förlorat sin mamma tidigt. Huckleberrys alkoholiserade far är oengagerad i sin son, som för det mesta får klara sig själv. När han är hemma får han ofta stryk av sin pappa. Föräldrarna till de andra barnen i St. Petersburg vill inte att deras barn ska umgås med Huckleberry. Tom träffar även jämnåriga Rebecca Thatcher, kallad Becky. Han blir förälskad i henne och försöker få sina känslor besvarade. 
Tom går på skattjakt med Huck. Tillsammans blir de två pojkarna vittnen till hur skurken Indian-Joe dödar läkaren doktor Robinson. De fruktar att mördaren ska skada dem för att hindra dem från att vittna. Både jakten på mördaren och Toms romans med Becky löper genom stora delar av boken, mellan många mindre äventyr.

## Tom Sawyer (romanfiguren)
Tom Sawyer är en romanfigur, huvudperson i tre böcker av Mark Twain där Tom Sawyers äventyr är den första. Han förekommer även som bifigur i en fjärde bok, Huckleberry Finns äventyr från 1884 som är en fristående fortsättning på Tom Sawyers äventyr.

## Filmatiseringar i urval
- Tom Sawyer (1917), regisserad av William Desmond Taylor, med Jack Pickford som Tom Sawyer.
- Tom Sawyers äventyr (1930), regisserad av John Cromwell, med Jackie Coogan som Tom Sawyer.
- Tom Sawyers äventyr (1938), film i Technicolor producerad av Selznick Studio, med Tommy Kelly som Tom Sawyer, i regi av Norman Taurog.
- The Adventures of Tom Sawyer (1960), BBC-serie i sju avsnitt med Fred Smith som Tom och Janina Faye som Becky.
- The New Adventures of Huckleberry Finn (1968), tv-serie i 20 avsnitt med animerade inslag, producerad av Hanna-Barbera Productions.
- Tom Sawyers äventyr (1973), musikalversion av Robert B. Sherman och Richard M. Sherman, med Johnny Whitaker i titelrollen, Jeff East som Huck Finn, Jodie Foster som Becky Thatcher och Celeste Holm som tant Polly.
- Tom Sawyer och Huckleberry Finn (1979), tv-serie med  Ian Tracy som Huckleberry Finn och Sammy Snyders som Tom Sawyer.
- Tom och Huck (1995), film där handlingen flyttats till nutid, med Jonathan Taylor Thomas som Tom Sawyer och Brad Renfro som Huck Finn.